# IRAS 17178+2632
IRAS 17178+2632 — кратная звезда в созвездии Геркулеса на расстоянии приблизительно 35 световых лет (около 10,8 парсек) от Солнца. Возраст звезды определён как в среднем около 162,5 млн лет*.
Открыта Фрэнком Россом в 1931 году.

## Характеристики
Первый компонент (V647 Геркулеса (лат. V647 Herculis)) — красный карлик, эруптивная переменная звезда типа UV Кита (UV) спектрального класса M4Ve*, или M3,5V. Видимая звёздная величина звезды — от +12,99m до +12,2m. Масса — около 0,44 солнечной, радиус — в среднем около 0,507 солнечного. Эффективная температура — около 3319 K*.
Второй компонент (V639 Геркулеса (лат. V639 Herculis)) — красный карлик, эруптивная переменная звезда типа UV Кита (UV) спектрального класса M4,5Ve, или M4,5V, или M5,5Ve*. Видимая звёздная величина звезды — от +13,02m до +12,92m. Масса — около 0,28 солнечной, радиус — в среднем около 0,39 солнечного. Эффективная температура — около 2667 K*. Удалён на 16,9 угловой секунды (179,3 а.е.*).
Третий компонент (WDS J17199+2629C). Видимая звёздная величина звезды — +20,3m. Удалён на 3,2 угловой секунды.
Четвёртый компонент (WDS J17199+2629D). Видимая звёздная величина звезды — +20,4m. Удалён на 8,6 угловой секунды.
Пятый компонент (WDS J17199+2629E). Видимая звёздная величина звезды — +15,8m. Удалён на 11,4 угловой секунды.
Шестой компонент (WDS J17199+2629F). Видимая звёздная величина звезды — +16,4m. Удалён на 10,9 угловой секунды.
Седьмой компонент (WDS J17199+2629G). Видимая звёздная величина звезды — +19,7m. Удалён на 9,3 угловой секунды.
Восьмой компонент (WDS J17199+2629H). Удалён на 11,2 угловой секунды.

## Планетная система
В 2019 году учёными, анализирующими данные проектов HIPPARCOS и Gaia, у звезды обнаружена планета.